# Abraham Youlios Kackanatt
Abraham Youlios Kackanatt (ur. 10 czerwca 1944 w Kallooppara) – indyjski duchowny syromalankarski, w latach 2008–2019 biskup Muvattupuzha.

## Życiorys
Święcenia kapłańskie otrzymał 10 października 1970 i został inkardynowany do archieparchii Tiruvalla. Był m.in. koordynatorem eparchialnych dzieł społecznych, rektorem seminarium w Trivandrum oraz dyrektorem centrum medycznego w Tiruvalla.
18 stycznia 2008 papież Benedykt XVI zatwierdził jego wybór na zwierzchnika eparchii Muvattupuzha, dokonany przez Synod Kościoła Syromalankarskiego. Chirotonii udzielił mu 9 lutego 2008 ówczesny zwierzchnik Kościoła Syromalankarskiego, Baselios Cleemis Thottunkal.
11 czerwca 2019 przeszedł na emeryturę.